# Leo Parker
Leo Parker (18 avril 1925-11 février 1962) est un saxophoniste baryton et alto de jazz américain.
Avec Cecil Payne, Leo Parker « a beaucoup fait pour adapter le lourd baryton aux transitions rapides et aux extrémités tonales du bebop ».
« Harry Carney était le seul saxophoniste baryton significatif de la période swing. Comme le baryton devenait essentiel dans tous les big bands, quelques nouveaux solistes émergèrent durant la période bebop » comme Serge Chaloff, Cecil Payne et Leo Parker.

## Biographie
Leo Parker est né à Washington aux États-Unis le 18 avril 1925 et est mort le 11 février 1962 à New York.

## Carrière
Au début, Leo Parker étudie le saxophone alto au lycée.
Le 16 février 1944, à l'âge de 18 ans, Leo Parker enregistre trois morceaux avec le premier groupe de bebop de Coleman Hawkins , Coleman Hawkins and His Orchestra, en compagnie de Dizzy Gillespie, Budd Johnson, Oscar Pettiford, Max Roach et d'autres,.
Mais lorsqu'il rejoint le groupe de bebop de Billy Eckstine en 1944-1945 et 1946, il passe au saxophone baryton et commence à se faire remarquer,,,,.
Leo Parker travaille avec le groupe de Dizzy Gillespie sur la 52e Rue en 1946 et le groupe d'Illinois Jacquet en 1947-1948, et enregistre avec les trompettiste Fats Navarro et Joe Newman, le tromboniste J.J. Johnson, le saxophoniste Dexter Gordon et Sir Charles Thompson,,,,,,.
Il n'a enregistré que sporadiquement dans les années 1950 à cause de problèmes de drogue,.
En septembre et en octobre 1961, Leo Parker fait son retour sur le label Blue Note avec deux albums très vivants mais il meurt d'une crise cardiaque quelques mois plus tard à l'âge de 36 ans, quelques jours seulement après avoir participé au début du mois de février 1962 à un enregistrement d'Illinois Jacquet,,,,.

## Discographie
- 1961 : Let Me Tell You 'Bout It (Blue Note)
- 1961 : Rollin' with Leo (Blue Note)